# 眞野泰地
眞野 泰地（まの たいち、1997年6月1日 - ）は、ジャパンラグビーリーグワン東芝ブレイブルーパス東京に所属するラグビー選手。

## プロフィール
- 奈良県出身[1]。
- ポジションはセンター (CTB)、スタンドオフ (SO)。
- 身長: 171 cm、体重: 87 kg
- ニックネームはたいち。
- ジュニア・ジャパンに選ばれたことがある[2]。
- U20日本代表に選ばれたことがある[3]。

## 略歴
小学1年生でラグビーを始めた。
2016年、東海大仰星高校卒業後、東海大学に入学する。なお東海大仰星高校時代、主将を務めて、高校日本代表に選ばれたことがある。
2019年、東海大学体育会ラグビーフットボール部の主将に就任した。
2020年東海大学卒業後、東芝ブレイブルーパス (現・東芝ブレイブルーパス東京)に加入。
2022年5月8日に行われたJAPAN RUGBY LEAGUE ONE第16節静岡ブルーレヴズ戦にて途中出場で公式戦初出場を果たした。